# Abdi Paixà
Abdurrahman Abdi Paşa, més conegut simplement com a Abdi Paşa (Anadolu Hisari, Bòsfor, ? - ?, Creta, març de 1692) fou un oficial i cronista otomà. Educat a l'escola de palau, va exercir diversos càrrecs administratius a la cort fins que el 1679 fou nomenat governador de Bòsnia. En 1681 fou visir de la cúpula i el 1684 governador de Bàssora fins al 1686, quan fou deposat; en 1687 fou nomenat governador d'Egipte, el 1688 de Rumèlia i el 1689 de Creta o Càndia, on va morir el març de 1692.
A Abdi Paşa se'l considera el primer cronista oficial otomà. A petició de Mehmet IV, va escriure un relat dels esdeveniments en el període 1648-1682, titulat Tārīḵ-e Nešānǰī ʿAbd-al-Raḥmān Pāšā o Tarikh-i weka'i. També va escriure poesia i comentaris sobre el Pandnāma de Farid-ad-Din Attar i sobre els poemes d'Orfi Xirazi.